# Maruja Ruiz Martos
Maruja Ruiz Martos (Guadix, Granada, 21 de noviembre de 1936) es una sindicalista activista española.

## Biografía
Nació en Guadix, en una cueva del Tejar de las Vacas, en la provincia de Granada. Su padre, militante de la Confederación Nacional del Trabajo (CNT) fue encarcelado al acabar la guerra civil y su madre un año después tras haberle rapado la cabeza. Ella se fue a vivir con su abuela materna que vivía junto a su marido y nueve hijos en una cueva. Su madre salió después de cuatro años de la cárcel y su padre a los ocho. Sin embargo, el matrimonio se separó y él se fue a vivir a otro pueblo con una identidad falsa. Al salir de la cárcel su madre no encontraba trabajo, señalada por haber sido rapada, y tuvo que ponerse a servir en una casa. Con otra hermana, hija de uno de los señores de la casa y con ella, se marchó a Barcelona a buscar trabajo ante los malos tratos recibidos. Su padre, establecido en Bilbao, la reclamó y se fue a vivir con él. Después ella se trasladó a Madrid pero volvió a Barcelona para ayudar a su madre.

### Lucha vecinal
En Barcelona conoció a su marido, Nando Medialdea, que comenzó a trabajar en la empresa Motor Ibérica. Él se afilió al Partido Socialista Unificado de Cataluña (PSUC), y cuando en 1976, la empresa Motor Ibérica despidió a 1.800 trabajadores -entre los que se encontraba su marido - Ruiz Martos junto a otras compañeras organizó una protesta popular encerrándose en la iglesia de San Andrés de Palomar 300 esposas, hijas e hijos de obreros.La policía desalojó a los manifestantes veintiocho días después.Tras esta acción se afilió al PSUC.
Junto con más activistas vecinales, ha luchado durante años por la mejora de los equipamientos del distrito de Nou Barris, donde reside. En 1976 lideró el rapto de un autobús urbano de Barcelona para exigir a la compañía que se diera cobertura en el barrio de Torre Baró. Según explica en el documental Mujeres en Lucha (1976)ella misma propuso en Asamblea vecinal que “se raptara un autobús″. “Se aprobó. Costó dos o tres asambleas convencer a la gente, pero las decisiones se tomaban en consenso, y al final se aprobó, se secuestró el autobús, subieron unas 50 personas, y demostraron que podía subir al barrio sin problemas". En el barrio había unas barracas y no se conseguían viviendas. Raptaron el autobús y llegaron hasta el ayuntamiento de Barcelona. A poco detuvieron a Maruja y a otros compañeros y acabaron un par de días en la comisaría de Vía Layetana. Más tarde, tras muchas luchas, acabaron consiguiendo las viviendas. Esta historia sobre la lucha vecinal tuvo lugar dos años antes del secuestro de un autobús (con el mismo objetivo) protagonizado por el conductor, también sindicalista de Comisiones Obreras y militante del PSUC, Manuel Vital, entonces presidente de la Asociación de Vecinos de Torre Baró, Vallbona y Trinitat. El hecho fue llevado al cine en 2024 con el título El 47, una película que retrata aquella protesta popular en Torre Baró. Ella colaboró también en el secuestro del autobús 47.
También participó en el sabotaje de las grúas que intentaban construir en los terrenos donde después se levantó el Casal de La Prosperitat. Otras reivindicaciones fueron la lucha por impedir la edificación de una planta asfáltica que era tóxica y la demanda de semáforos.
Su acompañamiento al proceso revolucionario cubano es permanente desde que mandó a Cuba, hace 30 años la primera brigada con ciudadanos españoles que se quedaron hermanados con la isla en compromiso, cultura y altruismo. Sigue activa en la Asociación del barrio, es presidenta de una asociación de Gent Gran de la Prosperitat y va a institutos del barrio a explicar a la gente joven lo que vivió y a recordarles “que hay que rebelarse” y que “los valores están por encima de la economía”.

## Reconocimientos
- 2011 El Ayuntamiento de Barcelona le concedió la Medalla de Honor de la ciudad, pero Ruiz Martos la rechazó porque «viene de un gobierno que está recortando en todo aquello por lo que he luchado y lucharé» ya que estaba en contra de la política del partido gobernante de la comunidad autónoma y del ayuntamiento, Convergència i Unió.[12][13][14]
- 2023 Fue una de las homenajeadas por el consistorio municipal (en manos de Catalunya en Comú) en la campaña Ciudad de Mujeres.[15]
- 2025 La Universidad de Barcelona le rindió homenaje en reconocimiento a su lucha en favor de las libertades sindicales y la democracia y contra el fascismo.[11]